# 7-es busz (Tata)
A tatai 7-es jelzésű autóbusz a Fellner Jakab utca és Agostyán, Forduló között közlekedik. A járat a nyári tanszünetben módósított menetrenddel közlekedik. A viszonylatot a MÁV Személyszállítási Zrt. üzemelteti.

## Története
A 2019-es szolgáltatóváltás előtt is ugyanezen az útvonalon közlekedett a 7-es jelzésű autóbusz Tatán, de nem volt neki betétjárata, mint most a 7A jelzésű autóbusz személyében.

## Útvonala
| Agostyán, Forduló felé | Fellner Jakab utca felé |
| --- | --- |
| Fellner Jakab utca – Fellner Jakab utca – Kocsi utca – Kossuth tér – Komáromi utca – Május 1. út – Somogyi Béla utca – Bacsó Béla utca – Agostyáni út – 1128 – Agostyáni út – Kossuth Lajos utca – Agostyán, Forduló | Agostyán, Forduló – Kossuth Lajos utca – Agostyáni út – 1128 – Agostyáni út – Bacsó Béla utca – Almási utca – Május 1. út – Komáromi utca – Kossuth tér – Kocsi utca – Fellner Jakab utca – Fellner Jakab utca |

## Megállóhelyei
Az átszállási kapcsolatoknál a 2025 június 21-étől augusztus 31-ig érvényes nyári menetrend szerint vannak feltüntetve.
| 0  | Fellner Jakab utca Végállomás       | 16 | 1, 1M, 1R, 1T, 2G, 5, 5AF, 5FA, 5T, 8, 9, 9M |
| 1  | Környei út                          | 14 | 1, 1M, 1R, 1T, 2G, 5, 5AF, 5FA, 5T, 8, 9, 9M 8402, 8472, 8574, 8587, 8594, 8736, 8740 1850 |
| 3  | Kossuth tér                         | 13 | 1, 1M, 1R, 1T, 2G, 5, 5AF, 5FA, 5T, 8, 9, 9M 8402, 8472, 8574, 8587, 8594, 8736, 8740 1850 |
| 4  | Május 1. út                         | 12 | 1, 1M, 1R, 1T, 2G, 5, 5AF, 5FA, 5T, 8, 9, 9M 8465, 8466, 8479, 8726, 8727 |
| 5  | Autóbusz-állomás (Május 1. út)      | 11 | Helyben: 1, 1M, 1R, 1T, 2G, 5, 5AF, 5FA, 5T, 7A, 8, 9, 9M Autóbusz-állomáson: 3, 5A, 5AF, 5FA 804, 814, 8400, 8402, 8406, 8462, 8463, 8465, 8466, 8467, 8472, 8479, 8574, 8587, 8594, 8700, 8706, 8716, 8726, 8727, 8736, 8740 1824, 1841, 1850 |
| 7  | Városközpont                        | 10 | 1, 1M, 1R, 1T, 2G, 5, 5A, 5AF, 5FA, 5T, 7A, 8, 9, 9M 804, 814, 8400, 8406, 8462, 8463, 8465, 8466, 8467, 8472, 8700, 8706, 8716 1824, 1841, 1850                                                                                                |
| ∫  | Almási út                           | 9  | 1, 1M, 1R, 1T, 7A, 8, 9, 9M |
| 8  | Somogyi Béla utca                   | ∫  | 1, 1M, 1R, 1T, 7A, 8, 9, 9M |
| ∫  | Révai utca                          | 8  | 7A, 8 |
| 10 | Volán-telep                         | 7  | 7A, 8 8406 |
| 11 | Hollósi Sándor utca                 | 6  | 7A 8406 |
| 12 | Barcsay Jenő utca                   | 5  | 7A 8406 |
| 13 | Római-tó                            | 3  | 7A 8406 |
| 15 | Agostyán, Könyvtár                  | 1  | 7A 8406 |
| 16 | Agostyán, Forduló Végállomás        | 0  | 7A |
| ∫  | Agostyán, Szabadság utca Végállomás | ∫  | 8406 |

## Külső hivatkozások
- Vonalhálózati térképek. (Hozzáférés: 2024. július 24.)
- Vonalhálózati térképek. MÁV-csoport. (Hozzáférés: 2025. március 24.)